# Kontrakt so smertju
Kontrakt so smertju (russisk: Контракт со смертью) er en russisk-hviderussisk spillefilm fra 1998 af Dmitrij Astrakhan.

## Medvirkende
- Andrej Mjagkov som Ignatovskij
- Dmitrij Pevtsov som Stepanov
- Anna Legtjilova som Lena
- Jurij Pristrom som Anton
- Olga Sutulova som Anja